# 歌德塔
G Data CyberDefense AG 是一間專門處理資訊安全問題的科技公司。這間公司成立於1985年。

## 外部連結
- G DATA CyberDefense 官方網站 （页面存档备份，存于）
- Virusbulletin 發佈最新的測試報告 （页面存档备份，存于）